# Grzegorz Ropp
Grzegorz Ropp – sztabskapitan, jeden z organizatorów insurekcji warszawskiej w 1794, członek sprzysiężenia w korpusie artylerii koronnej w 1793, uczestnik wojny polsko-rosyjskiej 1792, członek zgromadzenia jakobinów polskich. Odznaczony Krzyżem Kawalerskim Orderu Virtuti Militari.